# Andreu Fontàs
Andreu Fontàs Prat (Bañolas, Gerona, 14 de noviembre de 1989) es un exfutbolista español que jugaba como defensa.

## Trayectoria

### F. C. Barcelona
Hijo de español e hispanovenezolana, se formó en el Club Deportiu Banyoles de su ciudad natal. Tras once años en el club, la temporada 2006-07 fue cedido al Girona F. C., inicialmente para jugar en el juvenil, aunque su rápida progresión le llevó a debutar con el primer equipo, en Tercera División en el tramo final de esa temporada.
Tras recibir ofertas de múltiples equipos de Primera División como el Atlético de Madrid y el R. C. D. Espanyol, finalmente a mediados de 2007 fichó por el F. C. Barcelona, para jugar en el Juvenil "A" del club azulgrana. Fue el capitán del equipo, que esa temporada se proclamó subcampeón de la Copa del Rey de su categoría.
Durante la temporada 2008-09 dio el saltó al F. C. Barcelona Atlètic, en Segunda División B. Acabó convirtiéndose en uno de los titulares indiscutibles del equipo de Luis Enrique, disputando un total de 19 partidos. Esa misma temporada tuvo la ocasión de debutar con el primer equipo; fue el 8 de septiembre de 2008, con motivo de las semifinales de la Copa Cataluña ante la U. E. Sant Andreu. Fue también convocado por Pep Guardiola para el encuentro de la 36.ª jornada de Primera División, ante el R. C. D. Mallorca, aunque finalmente se quedó en el banquillo.
A mediados de 2009 realizó la pretemporada con el primer equipo azulgrana, jugando varios partidos amistosos. Fue también convocado para disputar la Supercopa de España ante el Athletic Club, aunque se quedó en el banquillo, y la Supercopa de Europa ante el F. C. Shakhtar Donetsk, aunque en este partido fue finalmente descartado. Su debut en Primera División llegó el 31 de agosto, ante el Sporting de Gijón en el Camp Nou. Saltó al terreno de juego en el minuto 84, reemplazando a Gerard Piqué.
El 7 de diciembre de 2010 marcó su primer gol en Liga de Campeones de la UEFA ante el F. C. Rubin Kazan. El 17 de marzo de 2011 el Fútbol Club Barcelona anunció su incorporación a la plantilla del primer equipo debido a la baja de Éric Abidal a causa de un tumor hepático. El 4 de julio se confirmó la renovación de su contrato hasta 2012 y que formaría parte definitivamente de la primera plantilla blaugrana en la temporada 2011-12. El 17 de octubre de ese mismo renovó hasta 2015.
El 12 de enero de 2012 sufrió una lesión del ligamento cruzado de la rodilla derecha, al minuto 13 de juego contra el Club Atlético Osasuna en partido de Copa del Rey, dejándolo fuera de lo que restaga de la temporada. Fue intervenido quirúrgicamente el sábado 21 de enero y sería baja por 6 meses.
En la temporada 2012-13 comenzó con ficha del primer equipo del Barça, pero en octubre se marchó cedido hasta final de campaña al R. C. D. Mallorca en busca de minutos.

### R. C. Celta de Vigo
El 20 de junio de 2013 fichó por tres temporadas con el Real Club Celta de Vigo. En sus dos primeros años disputó 69 partidos en la Primera División y el 31 de julio de 2015 amplió su contrato hasta junio de 2019. Dejó el equipo diez meses antes después de haber jugado un total de 121 partidos en sus cinco campañas en el club.

### Sporting Kansas City
El 8 de agosto de 2018, tras desvincularse del Celta, se hizo oficial su fichaje por el Sporting Kansas City hasta 2022. Finalmente estuvo hasta 2024 y, tras dos meses sin equipo, el 28 de febrero de 2025 anunció su retirada.

## Selección nacional
Fue internacional en varias ocasiones con la selección sub-19 de España, con la que se proclamó campeón de la XXXIV Copa del Atlántico.
Con la selección sub-20 obtuvo la medalla de oro en los Juegos Mediterráneos, disputados en Pescara en 2009.
Con la selección sub-21 jugó tres partidos (contra Croacia, Dinamarca y Bielorrusia).

## Estadísticas

### Clubes
| Club                                | Div.          | Temporada     | Liga  | Liga  | Copas nacionales | Copas nacionales | Copas internacionales | Copas internacionales | Total | Total |
| Club                                | Div.          | Temporada     | Part. | Goles | Part.            | Goles            | Part.                 | Goles                 | Part. | Goles |
| ----------------------------------- | ------------- | ------------- | ----- | ----- | ---------------- | ---------------- | --------------------- | --------------------- | ----- | ----- |
| F. C. Barcelona "B" · España        | 2.ª B         | 2008-09       | 20    | 0     | –                | –                | –                     | –                     | 20    | 0     |
| F. C. Barcelona "B" · España        | 2.ª B         | 2009-10       | 27    | 1     | –                | –                | –                     | –                     | 27    | 1     |
| F. C. Barcelona · España            | 1.ª           | 2009-10       | 1     | 0     | 1                | 0                | 0                     | 0                     | 2     | 0     |
| F. C. Barcelona "B" · España        | 2.ª           | 2010-11       | 25    | 1     | –                | –                | –                     | –                     | 25    | 1     |
| F. C. Barcelona "B" · España        | Total club    | Total club    | 72    | 2     | 0                | 0                | 0                     | 0                     | 72    | 2     |
| F. C. Barcelona · España            | 1.ª           | 2010-11       | 6     | 0     | 1                | 0                | 1                     | 1                     | 8     | 1     |
| F. C. Barcelona · España            | 1.ª           | 2011-12       | 1     | 0     | 3                | 0                | 2                     | 0                     | 6     | 0     |
| F. C. Barcelona · España            | 1.ª           | 2012-13       | 0     | 0     | 0                | 0                | 0                     | 0                     | 0     | 0     |
| F. C. Barcelona · España            | Total club    | Total club    | 8     | 0     | 5                | 0                | 3                     | 1                     | 16    | 1     |
| R. C. D. Mallorca · España          | 1.ª           | 2012-13       | 9     | 0     | 4                | 0                | –                     | –                     | 13    | 0     |
| R. C. D. Mallorca · España          | Total club    | Total club    | 9     | 0     | 4                | 0                | 0                     | 0                     | 13    | 0     |
| R. C. Celta de Vigo · España        | 1.ª           | 2013-14       | 35    | 0     | 0                | 0                | –                     | –                     | 35    | 0     |
| R. C. Celta de Vigo · España        | 1.ª           | 2014-15       | 34    | 0     | 2                | 0                | –                     | –                     | 36    | 0     |
| R. C. Celta de Vigo · España        | 1.ª           | 2015-16       | 7     | 1     | 0                | 0                | –                     | –                     | 7     | 1     |
| R. C. Celta de Vigo · España        | 1.ª           | 2016-17       | 17    | 1     | 2                | 0                | 8                     | 1                     | 27    | 2     |
| R. C. Celta de Vigo · España        | 1.ª           | 2017-18       | 12    | 0     | 4                | 0                | –                     | –                     | 16    | 0     |
| R. C. Celta de Vigo · España        | Total club    | Total club    | 105   | 2     | 8                | 0                | 8                     | 1                     | 121   | 3     |
| Sporting Kansas City Estados Unidos | 1.ª           | 2018          | 2     | 0     | –                | –                | –                     | –                     | 2     | 0     |
| Sporting Kansas City Estados Unidos | 1.ª           | 2019          | 13    | 0     | 1                | 0                | 4                     | 0                     | 18    | 0     |
| Sporting Kansas City Estados Unidos | 1.ª           | 2020          | 3     | 1     | –                | –                | –                     | –                     | 3     | 1     |
| Sporting Kansas City Estados Unidos | 1.ª           | 2021          | 35    | 0     | –                | –                | –                     | –                     | 35    | 0     |
| Sporting Kansas City Estados Unidos | 1.ª           | 2022          | 28    | 2     | 4                | 0                | –                     | –                     | 32    | 2     |
| Sporting Kansas City Estados Unidos | 1.ª           | 2023          | 32    | 0     | 1                | 0                | 3                     | 0                     | 36    | 0     |
| Sporting Kansas City Estados Unidos | 1.ª           | 2024          | 17    | 0     | 3                | 0                | 1                     | 0                     | 21    | 0     |
| Sporting Kansas City Estados Unidos | Total club    | Total club    | 130   | 3     | 9                | 0                | 8                     | 0                     | 147   | 3     |
| Total carrera                       | Total carrera | Total carrera | 324   | 7     | 26               | 0                | 19                    | 2                     | 369   | 9     |
| 1. 2. Fuentes: BDFutbol y MLS.      |               |               |       |       |                  |                  |                       |                       |       |       |

## Palmarés

### Campeonatos nacionales
| Título              | Club            | País   | Año  |
| ------------------- | --------------- | ------ | ---- |
| Liga española       | F. C. Barcelona | España | 2010 |
| Supercopa de España | F. C. Barcelona | España | 2010 |
| Liga española       | F. C. Barcelona | España | 2011 |
| Copa del Rey        | F. C. Barcelona | España | 2012 |

### Campeonatos internacionales
| Título                          | Equipo           | Sede    | Año  |
| ------------------------------- | ---------------- | ------- | ---- |
| Copa del Atlántico              | Selección sub-19 | España  | 2008 |
| Oro en los Juegos Mediterráneos | Selección sub-20 | Italia  | 2009 |
| Liga de Campeones de la UEFA    | F. C. Barcelona  | Londres | 2011 |
| Supercopa de Europa             | F. C. Barcelona  | Mónaco  | 2011 |
| Mundial de Clubes               | F. C. Barcelona  | Japón   | 2011 |